# Contea di Snyder
La contea di Snyder (in inglese Snyder County) è una contea dello Stato della Pennsylvania, negli Stati Uniti. La popolazione al censimento del 2000 era di 37 546 abitanti. Il capoluogo di contea è Middleburg.

## Geografia
La contea si trova nella parte centrale dello Stato. Il territorio confina a nord con la Penns Creek Mountain e a est con il fiume Susquehanna. La sua morfologia a dorsali e valli comprende anche le montagne Thick, Jacks e Shade, mentre tra gli altri corsi d’acqua figurano il lago Walker e i torrenti Penns, Middle e Mahantango.

### Contee confinanti
- Contea di Union - nord
- Contea di Northumberland - est
- Contea di Juniata - sud
- Contea di Mifflin - ovest

## Storia
La contea fu istituita nel 1855 da parte della contea di Union e prese il nome da Simon Snyder, terzo governatore della Pennsylvania.

## Centri abitati[4]

### Borough
| - Beavertown - Freeburg - McClure | - Middleburg (capoluogo) - Selinsgrove - Shamokin Dam |

### Township
| - Adams - Beaver - Center - Chapman - Franklin | - Jackson - Middlecreek - Monroe - Penn - Perry | - Spring - Union - Washington - West Beaver - West Perry |

### CDP
| - Beaver Springs - Hummels Wharf - Kratzerville - Kreamer - Mount Pleasant Mills | - Paxtonville - Penns Creek - Port Trevorton - Richfield‡ - Troxelville |

‡ = Situato in parte in un'altra contea.